# Tematická mapa
Tematická mapa (anglicky thematic map) je mapa zobrazující na podkladu základní mapy, popř. na redukovaném podkladu základní mapy nebo obecně geografické mapy další přírodní, sociálně-ekonomické a technické objekty a jevy a jejich vztahy. Věda zabývající se technikou a uměním tvorby tematických map včetně jejich studia jako vědeckých dokumentů a uměleckých výtvorů je tematická kartografie. Pojetí tematické kartografie se u různých autorů liší. Dříve se tematické mapy označovaly jako mapy s dodatkovým obsahem nebo jako speciální mapy. Pro tematické mapy je typické, že zdůrazňují jen jeden nebo několik prvků mapového obsahu, kdežto ostatní potlačují, přičemž tematická mapa může mít libovolné měřítko a zachycovat libovolně velké území. Vzhledem ke snadné dostupnosti kartografických software a geografických informačních systémů lze říci, že tematické mapy jsou nejrozšířenějším kartografickým produktem.

## Obsah a podklad tematických map

### Obsah tematických map
Obsah mapy zahrnuje všechny objekty, jevy a jejich vztahy, které jsou v mapě kartograficky znázorněny. Je kvalitativním vyjádřením tématu mapy. Členitý obsah map, včetně tematických, je třeba systematicky třídit. Při mapování se rozlišuje v obsahu mapy polohopis, výškopis a popis. Toto členění je výhodné z hlediska mapovacího postupu. V současné kartografii se ovšem člení prvky obsahu map podle jejich původu, charakteru a významu na:
Matematické prvky (ty tvoří konstrukční základ mapy)
- kartografické zobrazení včetně kartografické sítě (zeměpisná, kilometrová, orientační, vztažná apod.),
- geodetické podklady (bodové pole),
- měřítko mapy,
- souřadnicové sítě,
- rám mapy,
- klad listů,
- kompozice mapy.

Fyzickogeografické prvky (vyjadřující fyzickogeografickou sféru):
- vodstvo (oceány, moře, řeky, jezera, průplavy, apod.),
- georeliéf (výškopis, terénní hrany, kóty, apod.),
- vegetační pokryv (les, tundra, pobřežní vegetace, apod.),
- půdy (černozem, hnědozem, luvizem, apod.),
- další přírodní složky krajinné sféry (teplota, směr migrace zvířat, apod.).

Socioekonomické prvky(vyjadřující socioekonomickou sféru):
- sídla,
- komunikace (pozemní, námořní, letecké, dorozumívací aj.),
- průmyslové, zemědělské, dopravní a jiné socioekonomické jevy a objekty,
- hranice (politické a správní),
- další výtvory lidské činnosti.

Doplňkové a pomocné prvky (doplňující obsah mapy v rámu i mimo něj):
- popis,
- legenda a vysvětlivky,
- tiráž,
- veškeré doplňující informace na mapovém listu.

Tematické mapy jsou specifické svým obsahem a záleží na převládajících prvcích jednoho nebo více témat nad prvky jinými, které jsou z hlediska zaměření tematické mapy druhořadé. Tento výběr nejvíce ovlivní zastoupení fyzickogeografických a socioekonomických prvků v obsahu tematické mapy. Matematické a doplňkové prvky jsou v mapě zastoupeny v potřebném rozsahu. Jevy, které jsou předmětem kartografické interpretace, jsou klasifikovány a zobrazovány podle následujících hledisek:
- kvalitativní – vyjadřují druh jevu,
- kvantitativní – vyjadřují absolutní nebo relativní kvantitu jevu,
- topologické – dělí jevy podle jejich půdorysné povahy na bodové, liniové a plošné a zobrazují je geometricky, schematicky nebo přetvořeně,
- vývojové – zachycují dynamiku jevu v prostoru a čase,
- významové – sledující počet a důležitost významných jevů,
- strukturální – zachycují jev současně jako celek, jeho dílčí složky a jejich vzájemné relace.

### Podklad tematických map
Tematická mapa obsahuje dvě základní složky obsahu a to topografický podklad a tematický obsah. Z podkladových map přebírají obvykle jen prvky sloužící k obecné orientaci jako je vodstvo, sídla a státní hranice. Hlavní náplň tvoří tematický obsah.
Topografický podklad (u map malých měřítek obecně geografický podklad)
Je důležitým prvkem kartografické informatiky. Slouží k určení topologie jednotlivých prvků mapované tematiky a prostorově lokalizuje prvky tematického obsahu mapy. Topografický podklad obsahuje pouze prvky topologicky významné, zejména vodstvo, komunikace, sídla, politicko-administrativní hranice a prvky s vazbou na tematiku mapy, např. kóty, hranice katastrů atd. Topografický podklad se na různých typech tematických map liší. Základem topografického podkladu je vodstvo, které tvoří jeho kostru. Další prvky závisí na tématu mapy.
Tematický obsah
Tematický obsah je souhrn prvků obsahu mapy tvořící mapovou tematiku nebo s ní úzce souvisejí. Tvoří hlavní část obsahu tematických map a tvoří jej jeden nebo více prvků, jimiž mohou být libovolné fyzickogeografické nebo socioekonomické objekty a jevy. Z hlediska užití tedy tematické mapy slouží dvěma hlavním účelům a to jako zdroj informací nebo jako prostředek prezentace výsledků geografického výzkumu. Ten vyjadřuje velmi podrobně výsledky vědeckého výzkumu, statistických šetření a myšlenkových konstrukcí z rozličných vědních oborů, které používají mapové vyjádření pro jeho přehlednost a názornost. Proto vznikají tematické mapy nejčastěji spoluprací kartografa s odborníkem příslušného vědního oboru.
Hranice mezi topografickým podkladem a tematickým obsahem není stálá ani ostrá. Někdy tvoří tematický obsah některý z prvků topografického obsahu, který je znázorněn výrazněji a podrobněji než ostatní. Výrazně tematický charakter může mít i popis mapy. 
Úpravy tematického obsahu
Při zpracování tematického obsahu se mapovaná témata pro kartografické potřeby geograficky, staticky či jinak odborně upravují. Jedná se především o následující procedury, které jsou sdruženy do příbuzných, či blízkých skupin.
- Regionální taxonomie – ta obsahuje regionalizaci a typologii
  - Regionalizace – vymezení regionů v zájmovém území (např. rozdělení území na geomorfologické jednotky).
  - Typologie – vymezení určitých typů území (např. typy přírodních krajin, typologie obcí).
- Generalizace – zdůraznění podstatného a vyloučení druhořadého.
- Separace – samostatné znázornění jednoho izolovaného prvku obsahu (např. vodní nádrže).
- Hierarchizace – vyjádření stupně důležitosti a nadřazenosti jevů (např. dopravních center).
- Reklasifikace – změna dělení velikosti stupnic a počtu stupňů (např. velikost sídel).
- Kvantifikace – převod kvalitativního vyjádření na kvantitativní (např. hustota dopravní sítě).
- Klasifikace – převod kvantitativních hodnot na novou kvalitu (např. orientace svahů).
- Relativizace – záměna absolutních hodnot jevu relativními (např. podíl průmyslu na tvorbě HDP).
- Kategorizace – vytváření tříd souvislostí jevů využitelných ke stanovení určitého klasifikačního řádů, nebo schématu.
- Diskretizace – záměna spojitého znázornění nespojitým (např. barevná hypsometrie).
- Kontinualizace – záměna nespojitého znázornění spojitým (např. hustota zalidnění).
- Anamorfóza – přetvoření vybraného ukazatele za předpokladu konstantního neměnného, poznávacího prvku (např. velikost území a tvar území jako poznávací prvek).

## Vznik a vývoj tematických map
Vzniku a vývoji tematických map předcházel vývoj map základních (geografických). Díky neustálému rozvoji v mapování a zpřesňování měřických postupů se první tematické mapy začaly objevovat už v 16. století. Vznikaly například mapy silniční (Etzlaub 1501, Ogilby 1670, Colles 1789). Nejstarší čistě tematickou mapou je mapa z roku 1607 ukazující rozptýlení hlavních náboženství světa. Na mapě jsou používaný tři symboly bodových značek a to pro křesťany kříž, pro muslimy půlměsíc a pro židy šipka. Její originální název je Designatio orbis christiani a vytvořili ji autoři Mercator a Jodocus Hondius v roce 1607, kterou publikovali ve svém Atlas Minor (1607). Významným přispívatelem tematické kartografie byl anglický astronom Edmond Halley, který pomocí kartografických prostředků roku 1686 vytvořil mapu pasátů v Atlantském oceánu a méně známou mapu magnetických odchylek (1683). Dalším autorem, který rovněž tvořil klimatické a meteorologické mapy byl až roku 1804 Dewitt. Na tyto mapy navázal Humboldt roku 1817 mapou izoterm. Vznikaly další fyzickogeograficky zaměřené tematické mapy např. mapa mineralogická (Marsigli 1726), mapa geologická (Smith 1824), hypsometrické mapy apod. Rovněž začaly vznikat i první tematické atlasy jakož například fyzický atlas Berghaus (1836-1841), hospodářsko-statistický atlas evropského Ruska (1851) a od roku 1899 ve Finsku začaly vycházet národní atlasy jednotlivých krajin. Dalším příkladem tematických map v 19. století, byla mapa choroplet (česky kartogram), kterou v roce 1826 vytvořil Charles Dupin. Dalšími významnými přispívateli socioekonomicky zaměřených tematických map byli kolem roku 1850 W. P. Ormerod a Thomas Shapter, kteří pomocí křížků a teček rozlišovali příznaky cholery a chřipky. Asi nejznámějším autorem je John Snow, který roku 1855 sestavil tečkovou metodou rozšíření cholery ve čtvrtích Londýna, čímž napomohl odhalit zdroj nemoci, kterým bylo čerpadlo vody, které díky tomu bylo odstraněno. V letech 1796-1829 vznikala mapa poštovních cest (Bradley).V roce 1829 Adrian Balbi a A.M. Guerry zveřejnili mapu různých trestných činů spáchaných podle okresů ve Francii. V roce 1837 byla prvně použita dasymetrická metoda.

## Dělení tematických map
Dle různých autorů a různých přístupů k tematickým mapám existuje celá řada dělení tematických map. Obvykle se tyto dělení shodují s všeobecným dělením map. Proto zde uvádím taková dělení, která jsou typická a nejčastěji používaná pro tematické mapy.

### Dělení dle koncepce
- Analytické mapy - obsahují prvky tak, jak byly zjištěny v terénu s minimálním zevšeobecňováním zásahem. Jde především o zobrazení rozmístění objektů. Nejčastěji používají jedinou znázorňovací metodu např. sklon svahů, mapa srážek, atd.
- Komplexní mapy – obsahují více jevů odlišného původu a charakteru příbuzného tématu. Kombinují témata, zobrazovací metody, obory atd. Jedná se např. o mapy synoptické, hospodářské atd.
- Syntetické mapy – velmi komplikované mapy, které znázorňují syntézu více jevů a tím vytváří novou kvalitu. Uplatňuje se především při znázorňování výsledků regionalizace a typologie. Syntetickou mapou je například mapa přírodních krajin, mapa klimatických oblastí či typologické členění reliéfu.[6]

### Dělení dle časového aspektu
- statické – vztah tématu k určitému datu,
- dynamické – vyjadřují změnu tématu v čase,
- genetické – vyjadřují vznik a vývoj jevu v čase i prostoru za určité období,
- retrospektivní – rekonstrukce stavu objektů nebo jevů v minulosti,
- prognostické – odhad budoucího vývoje.[10]

### Dělení dle vědních disciplín
- Mapy přírodních jevů (fyzickogeografické) – zahrnují vše, co vzniklo činností přírody. Jedná se například o mapy hydrologické, geomorfologické, zoogeografické, atd.
- Mapy společenských jevů (socioekonomické) – zahrnují objekty a jevy vzniklé na základě lidské činnosti nebo takové, které s lidskou činností souvisí, např. mapy hospodářské, železniční, technické, administrativní, atd.[4]

### Dělení dle účelu
- Mapy pro vědecké a odborné účely - mapy přírodních podmínek, socioekonomické mapy, mapy krajiny a životního prostředí, technickohospodářské mapy, atd.
- Mapy pro veřejnost a školy – autoatlasy, učebnice, apod.[10]

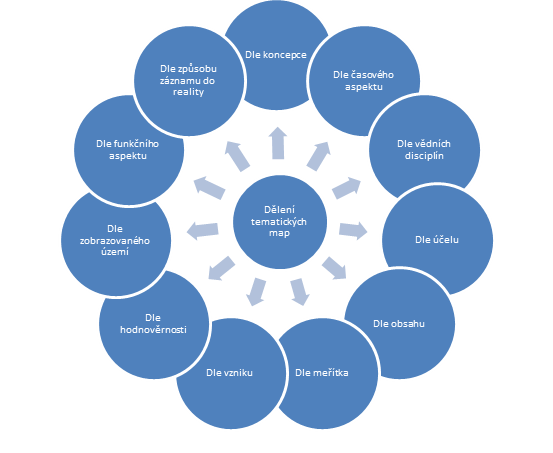
dělení tematických map

### Další pohledy na dělení
- Dělení dle obsahu – vojenské, turistické, archeologické, cenové, mapy průmyslu, atd.
- Dělení dle měřítka – geodetický přístup, geografický přístup
- Dělení dle vzniku – původní mapy, odvozené mapy
- Dělení dle hodnověrnosti – dokumentační mapy, tendenční mapy, mapy smyšlené
- Dělení dle zobrazovaného území – mapy polokoule, světadílů, států[3]
- Dělení dle funkčního aspektu – genetické mapy, potenciální mapy, prognostické mapy, atd.
- Dělení dle způsobu záznamu reality – analogové mapy, digitální mapy, mentální mapy, tyflomapy, mapy reliéfní, apod.[10]
- A mnoho dalších

## Koncepce tvorby tematických map
Geografické informační systémy obsahují mnoho nástrojů pro návrh tematické mapy a každý uživatel nyní již dokáže v GIS softwaru vytvořit tematickou mapu, mnohdy ale chybnou. Proto bychom se při tvorbě tematické mapy měli řídit základními zásadami tvorby.

### Fáze tvorby tematické mapy
1. Zadání tematické mapy – je formulace objednatele mapového díla vyjadřující záměr, se kterým se každá mapa tvoří, zpracovává a vydává.
2. Cíl mapy – je klíčovým bodem tvorby mapy. Obecným cílem mapy je naplnění objednatelova zadání mapy. Cíl je rozpracován kartografem a tematikem.
3. Rozpracování cíle – je nejdůležitější částí kartografického projektu, při kterém se formuluje cílová skupina uživatelů, způsob práce s mapou a objem sdělovaných informací.
4. Cílové skupiny uživatelů – ty se většinou vyznačují typickým věkovým rozmezím, dosaženým vzděláním, kartografickou gramotností apod.
5. Způsob práce s mapou – ten zahrnuje upřesnění předpokládaného času pro práci s mapou (např. mapa nástěnná, mapa v televizi, apod.), určení nosiče mapy (jeho rozměrů a trvanlivosti) a podmínek pro práci s mapou (za chůze, ve vlhkém prostředí, apod.).
6. Podkladová mapa – je prvním prostředím, ve kterém vzniká nové tematické dílo (viz kapitola podklad tematických map).
7. Pracovní mapa – vzniká kresbou tematického obsahu tematikem do podkladové mapy. Na konečné pracovní mapě je tematikem zakreslen obsah ve svém maximálním rozsahu a podrobnosti a již se v dalším procesu tvorby tematické mapy nerozšiřuje. Většinou se nerespektují kartografická pravidla, ty jsou spíše odrazem vizualizačních zvyklostí tematika. Konečnou pracovní mapou je autorský originál, který je z obsahového hlediska předlohou k dalšímu kartografickému zpracování.
8. Sestavitelský originál – zde kartograf obsah pracovní mapy generalizuje a interpretuje do mapové kresby, takže vzniká sestavitelský originál vyhotovený ve vydavatelském měřítku. Mapový obsah se vykresluje s předepsanou grafickou přesností, s jednoznačným vyřešením každého detailu mapy, legendy, kompozice a úpravy mapy v souladu s kartografickým projektem. Nejčastěji se sestavitelský originál začíná zpracovávat v místech s nejbohatším obsahem a náplní mapy, čímž je možné vyřešit optimální grafické zaplnění těchto míst na mapě v souladu s požadavky na čitelnost mapy.
9. Vydavatelský originál – jedná se o poslední fázi tvorby tematické mapy. Vydavatelské originály se zpracovávají pro bodové, liniové, plošné prvky a pro popis. Prvky se seskupují podle příslušnosti k jednotlivým barvám tištěné mapy v počtu odpovídajícím technologii tisku. Vydavatelský originál tvoří dokonale graficky vyvedený čistopis mapy, který je dále co nejvěrněji reprodukován a vydáván v tzv. nákladu.[6]

### Zásady tvorby tematické mapy
Tvorba tematických map je dílem týmové spolupráce řady odborníků a proto je nezbytné, aby se práce tvorby tematické mapy řídila metodickými pokyny a návrhy obsahu znakových soustav a dodržovaly se teoretické poznatky kartografické sémiologie, izomorfizmu a informatiky. Existují tři typy pohledu na mapy:
- Odborný – ten sestavuje odborník a tvoří obsah mapy podle jejího účelu a tematického zaměření.
- Technický – jedná se o kartografickou interpretaci, typografii, tisk, apod.
- Estetický – použité barvy, znakový klíč, kompozice mapy, atraktivnost, apod.

Existuje 9 základních zásad, kterými bychom se měli při tvorbě tematické mapy řídit. Jedná se o tyto zásady:
1. Zásada jednoty - Znázorněné téma tvoří s prostorem svého výskytu jednotu, která musí být zřejmá i z výsledné mapy. Všem částem mapy je tedy nutné věnovat stejnou pozornost.
2. Zásada koordinace - Aby nedocházelo ke snížení koordinace autorských, sestavitelských a případně reprodukčních prací je vhodné, aby se každá mapa zpracovávala minimálně nadvakrát a to jako pracovní mapa a výsledná mapa.
3. Zásada jednoduchosti - Moderní technologie obsahují velké množství různorodých a mnohotvárných objektů, procesů a vyjadřovacích nástrojů, proto je nutné používat v tematických mapách tyto prostředky co nejhospodárněji a nejrozumněji, kdy i zde často platí, že méně někdy znamená více. Protože snaha maximálně využít tyto nástroje často vede k předimenzování obsahu mapy a neúměrně vysoké náplni mapy, která se pak stává nečitelná a tím pádem použitelná.
4. Zásada prostorové názornosti - Prostorová diferenciace tedy vyjádření prostorového umístění a dimenze tedy vyjádření prostorových vazeb na tematické mapě musí odpovídat skutečnosti a účelu mapy, protože vyjádření podobností a odlišností znázorňovaného tématu je hlavní předností map. Proto se mapa čte ze dvou vzdáleností, kdy se nejprve čte z větší vzdálenosti, kde se čte kompozice mapy a poté z menší vzdálenosti, kde se čtou základní prostorové charakteristiky znázorňovaných jevů, které jsou hlavním obsahem mapy.
5. Zásada srozumitelnosti - Tematická mapa je tím lepí, čím snadněji se čtou její znaky a čím srozumitelnější je její řeč, tedy znakový klíč zdokumentovaný v legendě mapy. Proto je vhodný znakový klíč takový, který čtenář nemusí skoro vůbec v legendě hledat, jelikož mapa je srozumitelná v zásadě i bez legendy.
6. Zásada zvýraznění dominant - Kartograf musí zajistit, aby nejdůležitější informace byly v mapě zároveň nejdominantnější, jelikož mapy obsahují velké množství informací. Jedině tak bude zabezpečeno, aby byly čteny důležité prvky nejdříve, což zaručuje správný pojmový řetězec. Ten je veden tématem, názvem, hlavním vyjadřovacím prostředkem a legendou.
7. Zásada výběru - Podstatou tematické mapy je přednostní podrobné vyjádření daných vlastností prostorových objektů či procesů na úkor vlastností nepodstatných. Proto je nutný individuální přístup ke každé tematické mapě, přičemž tato zásada je v úzké vazbě s metodou a stupněm kartografické generalizace a měřítkem mapy. Nejvýznamnější pro zásadu výběru je cíl mapy.
8. Zásada měřítka - Rovněž je tato zásada úzce spjata se zásadou generalizace a rovněž respektuje cíl mapy. Každé měřítko vyžaduje specifické postupy při sestavování mapy.
9. Zásada generalizace - Složité prostorové vazby nelze v mapě bez generalizace přehledně vyjádřit, přesto v současné době není mezi komerčně nabízenými GIS produkty žádný uspokojivě řešící problematiku kartografické generalizace. Proto musí kartograf využívat vlastních schopností a zkušeností podpořené standardními GIS nástroji.

## Kompozice tematických map
Kompozicí mapy se rozumí rozmístění základních náležitostí mapového díla na mapovém listu. Kompozice tematické mapy úzce souvisí s jejím účelem, ten proto musí být stanoven zcela jednoznačně a musí z něj být zřejmý:
- cíl, jemuž má příslušná mapa sloužit,
- okruh budoucích uživatelů, přičemž se přihlíží k požadavkům uživatelů, jejich vzdělání, kvalifikaci a zkušenostem,
- způsob užití a práce s mapou, případně její vazby na další mapová díla.

Základní kompoziční prvky tematické mapy jsou:
- Název mapy – musí obsahovat věcné, časové a prostorové vymezení tematického jevu, nebo skupiny jevů.
- Měřítko – je podřízeno účelu a tematickému zaměření kartografického díla.
- Legenda
- Tiráž – opět závisí na druhu mapy.
- Mapové pole[5]

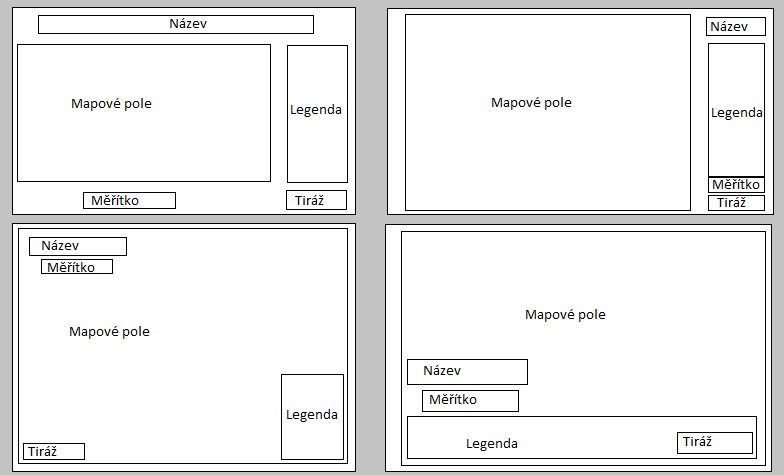
Základní kompoziční prvky tematické mapy

Nadstavbové kompoziční prvky tematické mapy jsou:
- Směrovka
- Tabulky – obsahují zpřesňující údaje, ze kterých byla mapa vyhotovena, nebo obsahuje informace doplňující tematiku mapy.
- Grafy – jsou v tematických mapách hojně zastoupeny v obou základních grafických formách a to jak diagramy, tak schématy.
- Vedlejší mapy – znázorňují výřezy nebo lokalizační mapky.
- Obrázky – doplňují estetickou stránku mapy.
- Textová pole – nejčastěji se jedná o vysvětlující texty, definice či popisy metod.
- Blokdiagramy – obsahují informace doplňující nebo shrnující tematiku mapy, řezy, profily, apod. čímž velmi vhodně doplňují hlavní téma mapy.
- Citace
- Loga
- Rejstříky a seznamy
- Reklamy[5]

## Metody kartografického znázorňování tematického obsahu
Ke znázorňování tematického obsahu je důležité umět vybrat vhodnou znázorňovací metodu. V průběhu vývoje tematické kartografie se postupně podařilo vytvořit dostatečný počet metod, které buď samy, nebo ve vzájemné kombinaci umožňují vyhovět různorodým požadavkům na znázornění tematického obsahu mapy. Dělení metod se liší od autora k autoru a zmíněné dělení je jednou z mnoha možností jak znázorňovat tematický obsah v mapě.

### Grafické metody pro znázorňování kvalitativních údajů do mapy
Většina autorů rozděluje způsoby zavádění kvalitativních údajů do map takto:
- Metoda figurálních znaků (bodové znaky)
- Metoda čárových znaků (liniové znaky)
- Metoda areálová (plošné znaky)

### Grafické metody pro znázorňování kvantitativních údajů do mapy

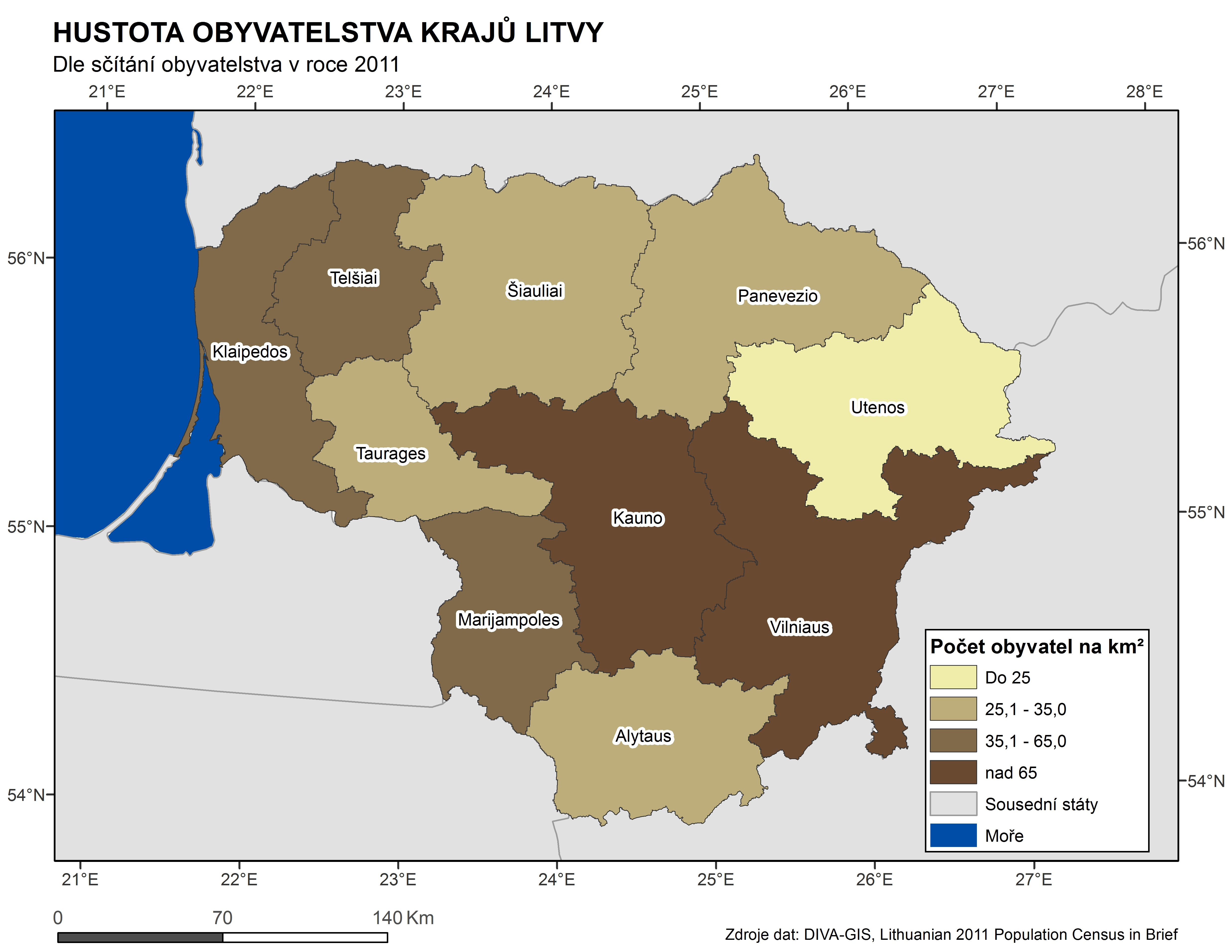
Tematická mapa - kartogram

Jako doplňující informace do tematické mapy se používají:
- tabulky,
- grafy,
- diagramy,
- schémata.

Pokud se zpracovávají kvantitativní údaje do mapy, musí se vzít v úvahu, zda se zpracovávají absolutní hodnoty nebo relativní hodnoty.
- Absolutní hodnoty se zpracovávají metodami
  - Kartodiagramů
  - Metodou izolinií
  - Metodou teček – topografickým způsobem
- Relativní hodnoty se zpracovávají metodami:
  - Kartogramů
  - Metodou dasymetrickou
  - Metodou teček – kartogramickým způsobem
  - Metodou anamorfózy